# 倖田來未
倖田來未（日语：／ Kōda Kumi */?，1982年11月13日—），日本流行音樂女歌手，出生於京都府京都市伏見區，其妹misono亦為歌手。本名神田來未子（／ Kōda Kumiko）。所屬經紀公司為愛貝克思管理，所屬唱片公司為愛貝克思娛樂旗下品牌rhythm zone。
父親是建築商，母親則為傳統琴師，故影響倖田來未對於音樂的喜愛。倖田來未從小因受日本樂團DREAMS COME TRUE的歌曲感動而立志當歌手，所以在進入愛貝克思娛樂之前參加過許多歌唱選秀，造就了她往後的歌唱實力。從1999年進入愛貝克思娛樂直到2004年才開始有知名度，主要歸功於倖田來未不服輸的個性及努力撐下去的結果。2004年倖田來未以自己性感的火辣穿著及游走尺度邊緣的表演方式在日本樂壇掀起了一股前所未有的性感風潮，又稱「倖感狂潮」。因為日本從未有過這類型的歌手，加上倖田來未本身的唱歌實力和公司愛貝克思娛樂商業包裝，使得倖田來未走紅成為一位天后級的歌手，成為自1989年平成年代以來繼安室奈美惠、濱崎步、宇多田光後，"第4位"全面性稱霸日本樂壇的女歌手。2006，2007連續兩年「日本唱片總銷售冠軍」，創造她目前歌手生涯中的最巔峰時期（2005至2008年），也穩定她日後音樂業界的地位。
倖田來未因為在日本定位為性感大膽的女歌手，除了性感為主要特色外，作品常有性暗示的成份。除了歌手活動之外，她自己的作詞、穿著樣式、時尚及彩妝、寫真集、出版書籍、攝影隨筆集等與各式各樣的代言商品都有一定的涉足與多方面發展，進而成為2005-2012年女孩們的流行指標。整體的走紅程度和造就的倖田現象、在日本奪得各項音樂大獎及時尚相關的獎項等，與同公司的安室奈美惠、濱崎步並列為愛貝克思娛樂三大天后之一，三位分別於不同的時期拿下"年度總銷售冠軍"和日本唱片最大"大賞"，也引發不同年代的時尚潮流[安室現象]、[百變教主]、[倖感狂潮]。而這股熱潮隨著2004年開始進入最高峰，經過2008年失言風波穩定下滑，直到2011年結婚後漸漸燒退。倖田來未性感的啟示，2004年開起了「倖感狂潮」，而之後亞洲樂壇許多女歌手也紛紛走入性感火辣的路線。而「日本天后」、「性感天后」、「「性感女神」、「性感歌姬」「性感辣媽」成了倖田來未的代名詞。

## 經歷

### 1982年－1999年：早年生活
倖田自幼就對唱歌有莫名的興趣，母親為日本傳統琴的老師，以致從小立志當歌手。她在國小一年級生日的時候，父母送她人生中第一張CD，當她聽到日本知名團體DREAMS COME TRUE的《未來預想圖II》而感動，體會到歌唱帶給她的美好，因而漸漸開始專注於日本流行樂，深深嚮往自己想當歌手的路。從小學三年級後一直積極參加各種歌唱比賽，在人生開始歌唱比賽的時期，母親是她最大的鼓勵，一路陪伴著她走著邁向歌手的路，雖不斷落選但自己還是不斷挑戰。
1999年京都精華女子高中在學期間參加了東京電視台的選秀節目《ASAYAN》內的「早安少女組。追加成員選秀會」雖通過2次審查，但未選上。後來參加了5月愛貝克思娛樂舉辦於日本全國47個縣市50個地點共12萬人參加的選秀會「avex dream 2000」，並獲得選秀會準優勝。但訓練地點在東京，這時父母極力反對她一個人去東京，要求她畢業後再去，這也是第一次唯一和父母發生的大衝突，但自己還是為了自己的夢想做了決定。8月10日「avex dream 2000」的總決賽，當時16歲的倖田來未獲得準優勝及AVEX公司培訓計劃和經紀合約，但因為其身材不合要求，必須以暫時不得露面的形式發表其音樂作品作為交換來取得合約。

### 2000年－2004年：出道與形象轉變
2000年在愛貝克思娛樂的旗下部門rhythm zone出道，以「Koda」名字在美國於11月22日發行單曲《TAKE BACK》出道，採取以「紅回日本」的策略，從美國先發行單曲再回到日本。單曲《TAKE BACK》在美國告示牌Dance Club Songs排名第18位，但12月6日在日本發行時成績卻強差人意，沒在TOP50名內。其後她在2001年接連發行《Trust Your Love》與《COLOR OF SOUL》兩首單曲，並與韓國歌手BoA合作小室哲哉製作的單曲《the meaning of peace》。但除了《Trust Your Love》的重混唱片打進美國告示牌單曲銷售榜第19位外，其他單曲在日本的銷售成績很普通。2002年，倖田在發行先行單曲《So Into You》後便推出個人首張專輯《affection》，最高登上日本Oricon公信榜第12位。她在同年與台灣的歌手羅志祥主持東風衛視的節目「亞洲進行式」，共合作主持兩季15期，以及第一次於a-nation艾迴夏日音樂會登台，期間她也推出《love across the ocean》與《m·a·z·e》兩首單曲。
她在2003年推出作為電玩《最终幻想X-2》日本版主題曲的雙A面單曲《real Emotion/千言萬語》。單曲發行後打進日本Oricon公信榜第3位，成為她當時最暢銷的單曲，這也是出道以來第一次的成功。第二張專輯《grow into one》於3月19日推出，發行首週以5.6萬張銷量空降專輯榜第8位。倖田在2003年至2004年接連發行《COME WITH ME》、《Gentle Words》與《Crazy 4 U》多首單曲，期間開始轉變更加性感的形象，並在節目中嘗試大膽的衣裝，被她形容為「性感帥氣」的新路線。2004年2月18日，她發行轉換性感風格後的第3張專輯《feel my mind》，首週獲得公信榜第7名，比上張專輯更升1個名次。她其後推出《LOVE&HONEY》、《Chase》、《奇蹟》與《girls～Selfish～》多首單曲，當中收錄在《LOVE&HONEY》的翻唱曲〈Cutie Honey〉為其本人客串演出的電影《甜心戰士》主題曲，推出後引起了不少日本人的注意和討論，使她憑單曲再次打進Oricon公信榜前5位，人氣與銷量都開始急速上升。

### 2005年－2007年：巔峰時期

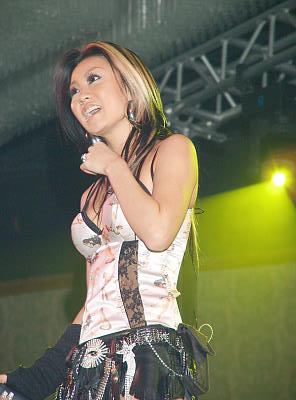
2005年3月，倖田來未在「Kamikaze Con」表演

倖田在2005年推出先行單曲《hands》後便發行第四張原創專輯《secret》，專輯發行後空降專輯榜第3位，銷量突破50萬張，使她「性感帥氣」的形象在日本國內引起一片迴響。6月11日，她在東京新木場STUDIO COAST舉辦了出道5年以來的首場演唱會「secret ～FIRST CLASS LIMITED LIVE～」，大膽火辣的現場演出及唱歌實力，讓她成了當月的新聞頭條。她其後推出《Butterfly》、《flower》與《Promise/Star》多首單曲，當中《Butterfly》以週榜第2位再次刷新她的最高單曲排名，並榮獲日本「第47屆日本唱片大獎」大獎。她在9月21日同步推出了首場演唱會DVD與首張精選輯《BEST～first things～》，並舉辦第一次巡迴演唱會「KODA KUMI LIVE TOUR 2005 ～first things〜」，當中DVD連續7週高據銷售冠軍，打破當時日本女歌手音樂演唱會DVD的最高銷量紀錄。而精選輯則成為她首張獲得週榜及月榜冠軍的專輯，並成為該年度女歌手銷售最高的專輯。精選輯的累計銷量突破191萬張，使她成為2005年最紅的話題人物，她亦在同年初次登上NHK紅白歌合戰，並成為全年總銷售額最高的女歌手。
2005年底至2006年初，愛貝克思娛樂趁著倖田的人氣策劃了世界史無前例的12週單曲連發，期間發行的《you》成為倖田首張冠軍單曲，而12張單曲則全部打進Oricon公信榜前10位。收錄12週單曲連發的歌曲等的第二張精選輯《BEST～second session～》在3月8日發行後首週大賣98萬張，累計銷售180萬張，成為該年度女歌手第1名。她亦展開以精選輯為主題的45場巡迴演唱會「KODA KUMI LIVE TOUR 2006-2007 ～second session～」。期間她在同年發行多首單曲，當中《戀愛花蕾》發行後打破日本當時鈴聲下載破百萬次的最快紀錄，豪華夏日單曲《4 hot wave》則以39.1萬張成為倖田歷來銷量最高的單曲。《悲夢之歌/我倆...》發行後銷量再次突破30萬張，為倖田歷來銷量第二高的單曲，她在封面的結婚禮服造型也引起話題。曲目中的〈悲夢之歌〉一曲榮獲日本「第39屆日本有線大獎」及「第48屆唱片大獎」最優秀歌唱獎。她在11月22日與日本團體「EXILE」合作，以「EXILE&倖田來未」名義推出翻唱單曲《WON'T BE LONG》。在正式發行前，手機來電歌曲下載已突破百萬人次，登上公信榜亞軍，其後也推出專輯先行單曲《Cherry Girl/命運》。在曝光率高及每張單曲的話題性、每張單曲的高銷售以及音樂下載量1000萬以上、2006年唱片總銷售420多萬的原因下，被日本媒體將2006年喻為「倖田女王年」。
倖田選定於公信榜2007年年度的第一週推出第五張原創專輯《Black Cherry》，蟬聯公信榜4週冠軍，累計銷售103萬，成為她唯一取得百萬銷量的原創專輯。其後她接連發行《BUT/愛的證明》、豪華夏日單曲《FREAKY》、《愛之歌》與《LAST ANGEL feat.東方神起》多首單曲，亦發行了企劃專輯《BEST～BOUNCE & LOVERS～》。當中《愛之歌》成為她最歌手生涯最成功的代表作之一，榮獲「第49屆唱片大獎」金獎，並在線上下載與卡啦OK點唱獲得優秀成績。她亦在期間成立非經濟組織粉絲團隊倖田組，以及在12月1日首次於東京巨蛋演出「KODA KUMI LIVE TOUR 2007〜Black Cherry〜」的公演最終場，完成了她想在東京巨蛋開演唱會的願望。在公信榜年終頒獎典禮中，倖田來未在「藝人總銷售金額部門」，以75.3億日幣蟬聯后座，使她連續兩年成為全年銷售額最高的歌手，並連續三年獲得百萬銷量專輯。

### 2008年－2011年：穩定發展
倖田在2008年1月發行專輯先行單曲《anytime》便推出第六張原創專輯《Kingdom》，為首次業界全附音樂影片的專輯。專輯發行前夕發生「羊水事件」，使銷量下滑至60萬張，並中止所有宣傳活動及工作。4月12日倖田來未於《KODA KUMI LIVE TOUR 2008 ～Kingdom～》首場靜岡場，自省72日後在歌迷面前道歉，隨後於5月26日「BEAT CRUSADERS ヒダカトオルのオールナイトニッポン」內為失言的事謝罪。其後她推出《MOON》、《TABOO》與《stay with me》多首單曲，其中《MOON》的〈That Ain't Cool〉邀請到黑眼豆豆團員菲姬合作，引起東西洋話題，而其餘兩張單曲發行後均成為冠軍單曲。期間她也舉辦粉絲俱樂部限定演唱會「Koda Kumi Fanclub Live Tour～Let's Party Vol.1～」。第七張原創專輯《TRICK》在2009年1月發行，發行後蟬聯公信榜2週冠軍，是倖田來未連續5年5張冠軍專輯，本次專輯曲風轉為hip hop，獲得不錯的評價，而專輯的巡迴演唱會則在4月12日起舉辦20場。期間她發行發行首張混音專輯《KODA KUMI DRIVING HIT'S 》和企劃合作精選專輯《OUT WORKS & COLLABORATION BEST》。她在同年推出《It's all Love!》、《3 SPLASH》與《Alive/Physical thing》多首單曲，其中《It's all Love!》實現了與其親妹妹misono（前日本樂團近未來的主唱）的合作。10月3日及10月4日，她在台灣開演歌手生涯中第一場的海外演唱會「KODA KUMI 2009 TAIWAN LIVE」，於台灣大學體育館舉辦共兩場，動員1萬五千人觀看。
2010年，倖田亦邁入出道10週年，在發行先行單曲《Can We Go Back》後於2月推出第3張精選輯《BEST～third universe～》與第八張原創專輯《UNIVERSE》的合併專輯《BEST～third universe～ & 8th AL "UNIVERSE"》且於發行首週奪冠，也是倖田來未自2005年以來連續6年的第6張冠軍專輯。她在4月10日起於展開18場「Koda Kumi Live Tour 2010 ～UNIVERSE～」巡迴演唱會，期間亦在7月橫濱球場舉辦連續兩日舉辦兩場的野外演唱會「Dream music park」，為日本女藝人首次紀錄，動員約2萬5000人。她其後亦發行《Gossip Candy》與《喜歡，喜歡，喜歡。/唯有你》兩張單曲，並在10月發行演唱會DVD《KODA KUMI LIVE TOUR 2010 ～UNIVERSE～》，與瀧澤秀明並列個人歌手DVD作品「奪冠數」、「連續奪冠數」第一，和「連續奪冠年數」單獨第一的三冠王佳績。她在同月發行第一張翻唱專輯《ETERNITY ～Love & Songs～》後，便舉行多場演唱會「KODA KUMI "ETERNITY～Love & Songs～"at Billboard Live」。12月5日再次登上東京巨蛋舉辦10周年大型限定演唱會「KODA KUMI 10th Anniversary～FANTASIA～ in TOKYO DOME」，為日本女歌手第7人，而隔天12月6日為其出道10周年紀念日。
踏入出道第11年，她在2月2日發行2011年第一彈單曲《POP DIVA》，發行首周於公信榜排行第4名。當天也發行了攝影集《倖田歴》。她在3月2日發行個人第9張原創專輯《Dejavu》，首週發行於公信榜奪冠，初動13.8萬張，自2005年以來第7年的第7張冠軍專輯，也是擁有連續5張冠軍原創專輯。3月11日日本發生強震，使得倖田將於3月23日發行《KODA KUMI DRIVING HIT'S 3》和原本將在於3月24日在北海道展開「KODA KUMI LIVE TOUR 2011 ～Dejavu～」巡迴演唱會，均延期發售以及開唱，3月份原本定在東北地區的演唱會全部延期。本次演唱會總共演出59場，為倖田來未史上大規模場次。期間她亦推出《4 TIMES》、《不要停止愛我》與《Love Me Back》多首單曲，並在10月9日應日本・越南特別大使杉良太郎之邀，前往越南舉辦日越建交35周年「第二屆 日越友好音樂祭」，堪稱越南電視史上最大尺度的演出。12月13日清晨，在官方網站結婚的消息。12月19日在官網宣布將暫停2012年的巡迴演唱會，且將舉辦生平第一次的「Birthday Anniversary Live」。12月31日於懷孕時的最後表演獻給「第62回NHK紅白歌合戰」。

### 2012年－2014年：產後復出與海外擴張
2012年1月25日發行第10張專輯《JAPONESQUE》，封面中倖田以傳統和服配搭性感內衣造型示人，效果驚艷且前衞；並把全部歌曲均拍攝MV。歌迷對專輯的評價極高，甚至認為是倖田來未歌唱生涯中最出色的原創專輯。《JAPONESQUE》於Oricon獲得第一名，成為個人8年來連續的6張原創冠軍專輯。2月8日在日本發行第10張演唱會作品《KODA KUMI LIVE TOUR 2011 ～Dejavu～》，於Oricon再獲冠軍，刷新日本唯一女歌手在DVD榜中連續8年都擁有冠軍之第一人。7月18日於官方網站、粉絲俱樂部發表「長子出產」的消息，其在7月中旬於東京都內的醫院進行生產，將於11月舉行復出演唱會。8月1日發行企劃專輯《Beach Mix》新曲加NON-STOP混音。10月24日發行產後回歸單曲《Go to the top》，收錄其搭配在7月開始播出的動畫《Total Eclipse》的主題曲。同月26日於MUSIC STATION節目中回歸演出。此單曲於當周公信榜周榜拿下冠軍，是個人第9張冠軍單曲，也是繼2009年的《Alive/Physical thing》後再度獲得。11月7日於大阪開始舉辦由生日演唱會衍生來的《KODA KUMI Premium Night～Love & Songs～》，巡迴共10場。12月26日發行抒情單曲《好愛好愛你》，同月31日連續第八次登上「第63回NHK紅白歌合戰」，演唱〈Go to the top〉一曲。

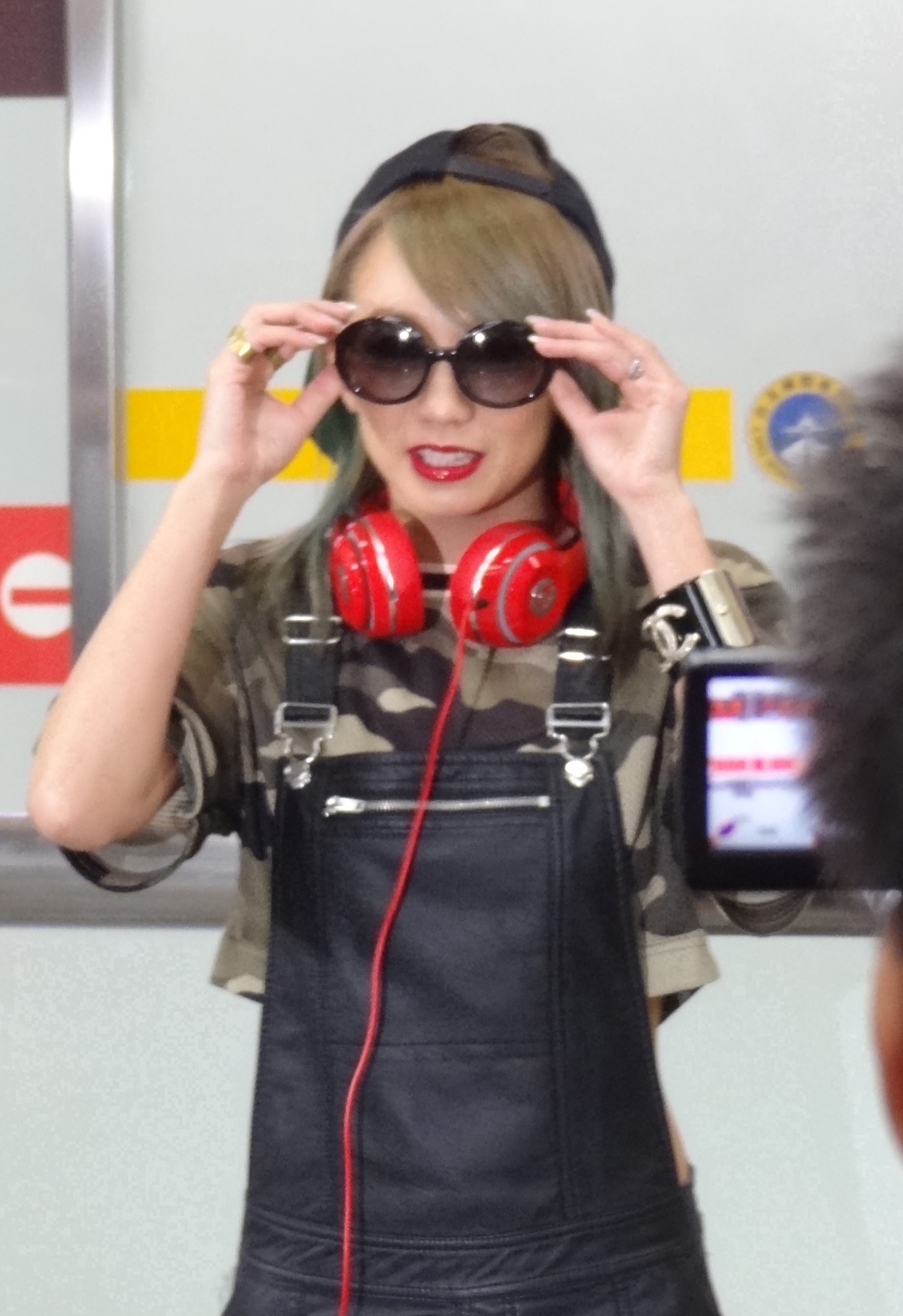
2013年，倖田來未在台灣松山機場

倖田在2013年2月發行第二張翻唱專輯《Color the Cover》，以收錄1970至1990年代的名曲並以現代的編曲方式重新處理，專輯封面為攝影師蜷川實花拍攝以呼應專輯的名稱，並推出微電影《ピンク スパイダー inspired by バッファロー5人娘》，微電影其後獲得由美國奧斯卡公認的「Short Shorts Film Festival & Asia 2013」的音樂短片部門「優秀獎」。3月16日久違3年的Arena級巡迴演唱會《KODA KUMI LIVE TOUR 2013 ～JAPONESOUE～》首場於埼玉超級體育館展開，共計16場，動員達15萬人的巡演持續至6月30日於橫濱體育館結束。7月31日發行慣例的夏季單曲《Summer Trip》。10月12日於台灣台灣大學體育館舉辦第二次台灣演唱會「KODA KUMI 2013 TAIWAN LIVE」。10月27日至11月28日將舉辦睽違五年的19場粉絲俱樂部限定演唱會「Koda Kumi Fanclub Live Tour～Let's Party Vol.2～」。11月13日發行首張生日單曲《Dreaming Now!》並作為「世界大冠軍盃排球賽2013」的主題曲。12月4日發行演唱會作品《KODA KUMI LIVE TOUR 2013 ～JAPONESOUE～》，收錄自身最多曲目35首歌，首周獲得公信榜第一，自2005年以來的第10冠軍影音作品，連續年數歷代女歌手第一。
2014年2月26日，倖田發行睽違兩年的第11張原創專輯《Bon Voyage》，收錄從產後復出的單曲以來的作品，發行後成功空降榜單冠軍。3月12日於大阪展開「KODA KUMI LIVE TOUR 2014 ～Bon Voyage～」巡迴演唱會，8月16日於台灣南港101文創會館結束，共51場。這也是其第三次於台灣開演唱會，首次把巡迴舞台內容搬運到海外，實現倖田要把台灣納入演唱會巡迴的諾言。3月19日發行慣例的混音專輯《KODA KUMI DRIVING HIT'S 6》，並收錄了台灣演唱會特輯。8月6日發行恆例的豪華夏日單曲《HOTEL》，撇開了過去以「旅行」、「時間」的主題構想，這次以「飯店」作為主題。8月16日新增設海外歌迷俱樂部KODA-GUMI GLOBAL FANCLUB，只限海外歌迷可以加入會員。9月13日參與海外首次a-nation艾迴夏日音樂會台灣場，並擔任壓軸。9月18日至9月20日新曲《Dance In The Rain》以世界首次360度音樂視頻呈現，並首次亮相於英國倫敦舉辦的規模最大的設計貿易展之一展出。11月5日發行第58張單曲《Dance In The Rain》，此單曲為FC限定盤及數位下載，並於世界110國發行下載。12月6日邁入15周年回歸原點，於首次辦演唱會的地方「東京新木場STUDIO COAST」舉辦「Koda Kumi 15th Anniversary First Class 2nd LIMITED LIVE」，共4場，並於FC抽選10，000人免費招待。

### 2015年－2018年：雙專輯企劃
2015年3月18日發行第12張原創專輯《WALK OF MY LIFE》，发行首周于公信榜再次夺得周榜冠军，这也是其个人第10张冠军专辑，4月4日於靜岡首場開始久違2年Arena級的巡迴演唱會「KODA KUMI LIVE TOUR 2015 〜WALK OF MY LIFE〜 supported by Mercedes-Benz」。7月份開始第一次亞洲演唱會「Koda Kumi Asia Live 2015」，7月11日和7月12日於台灣／台北ATT SHOW BOX 立方文創舉辦2場，7月18日新加坡 *SCAPE The Ground Theatre舉辦1場。倖田亦在此時起改變銷售模式，不再公開發行實體單曲，而是發行企劃專輯，新歌+夏日單曲精選《SUMMER of LOVE》。她其後亦在8月舉辦「a-nation island 〜Koda Kumi 15th Anniversary Premium Live 〜」，為完全以倖田來未為主和其他歌手及團體合作的演唱會，以及在12月舉行四場十五週年特別演唱會「KODA KUMI 15th Anniversary LIVE The Artist」。她在2016年發行第二張企劃專輯，新歌+冬季單曲精選《WINTER of LOVE》，其後在4月展開生涯首次47個都道府縣全國HALL級別巡迴演唱會，共59場的「KODA KUMI LIVE TOUR 2016 ～Best Single Collection～」，並在同月發行僅於演唱會會場及mumo限定發售第59張單曲《Shhh!》。她其後在10月14日發行美身書籍《倖田來未流　美BODY的習慣》，並在11月2日宣布於2017年就任日本職業足球聯賽鳥栖砂岩隊的「勝利女神」。
2017年，倖田在2月25日於日本職業足球聯賽鳥栖砂岩與柏太陽王的比賽前進行國歌獨唱，擔任勝利女神而為足球隊鳥栖砂岩聲援。其後她在3月8日發行通算第13・14張原創專輯《W FACE～inside～》和《W FACE～outside～》。專輯發行當天本人進行了久違多個廣播和晨間電視節目宣傳活動， 截止到13日已包攬公信榜前兩名，時隔47年再度刷新女歌手原創專輯包攬榜單前兩名的記錄，1970年演歌歌手藤圭子兩張原創專輯包攬前兩名後，便沒有女歌手刷新這一戰績。這也是她第11張冠軍專輯。4月8日於福島縣開始進行第二次的全國47個都道府縣巡迴演唱會「KODA KUMI LIVE TOUR 2017 ～W FACE～」，此公演的場地為HALL形式，共60場。期間她亦連續發行三張限定單曲《LIT》、《HUSH》與《NEVER ENOUGH》，背面可拼成一個圖。2018年1月1日於官網宣布將發行兩張專輯，一張為粉絲俱樂部Party而限定製作，一張為正規專輯，2018年第一彈原創專輯《AND》為個人第15張原創專輯，於2月28日發行。2月27日由本人親自說明第二彈專輯，通算第16張原創專輯《DNA》，但發售日期及專輯內容未公開。2月28日《AND》發行，拿下公信榜首日第二名的成績。周榜第六名。斷開連續原創專輯周冠紀錄。2月28日開始經營官方網站Instagram ，以演唱會花絮和私下的時尚穿著與周邊為主軸經營方向。4月29日至6月17日將舉辦睽違五年的粉絲俱樂部限定LIVE「Koda Kumi Fanclub Live Tour～AND～」，此公演的場地為Live House形式，專輯《AND》為專屬的粉絲俱樂部限定LIVE而產生，共23場。8月22日發行第16張原創專輯《DNA》。9月14日至12月29日將舉辦日本全國巡迴演唱會「KODA KUMI LIVE TOUR 2018～DNA～」，此公演的場地為HALL形式，在日本22縣舉辦，共35場，而在12月31日舉辦的最終場則是倖田首次的跨年個人演唱會。

### 2019年－2021年：復刻企劃與疫情活動
倖田在2019年2月跟3月分別發行混音專輯《Driving Hit's 9 -Special Edition-》與巡迴演唱會作品《KODA KUMI LIVE TOUR 2018 - DNA -》，當中DVD發行首周於音樂DVD榜再度奪冠，自2005年以來合計共11張此榜冠軍作，為日本女歌手之第一人。其後她在下半年起展開一系列復刻企劃宣傳活動，包括在7月至11月以數位形式發連續發行《Eh Yo》、《Put your hands up!!!》與《again》等九首單曲，封面均以同款造型照作微調設計。她在單曲連發活動翌日起舉辦日本全國巡迴演唱會「KODA KUMI LIVE TOUR 2019 re(LIVE)」， 內容為「復刻演唱會」，分別重新演出詮釋「KODA KUMI LIVE TOUR 2007 ～Black Cherry～」和「KODA KUMI LIVE TOUR 2013 ～JAPONSQUE～」，首次挑戰一天兩場巡迴，不同內容，巡迴共30場，此公演的場地為HALL形式。期間她亦在2019年11月7日和11月8日舉辦共四場大阪文化藝術節2019「KODA KUMI LIVE JAPONESQUE re(CUT)」演唱會，以及在37歲生日當天發行第17張原創專輯《re(CORD)》。12月6日，她在歌手出道日於Zepp Diver City(TOKYO)舉辦兩場20周年FC限定演唱會「KODA KUMI 19TH→20TH ANNIVERSARY EVENT」，並於YouTube個人粉絲專頁，在以前音樂MV單曲和專輯發行日期，陸續上傳歷年來的總共超過100部音樂MV完整版。
踏入2020年，由於日本2019冠狀病毒病疫情肆虐，使倖田原本出道20週年紀念計劃被全數打亂。她在6月至9月陸續發行三首數碼單曲〈puff〉、〈Lucky Star〉與〈XXKK〉，並在單曲發行一週後發行20週年歌迷俱樂部專輯《MY NAME IS...》。9月12日至12月31日舉行20週年紀念巡迴演唱會「KODA KUMI 20th ANNIVERSARY TOUR 2020 MY NAME IS...」，巡迴地點包含大阪、福岡、名古屋與東京，預計共舉辦5日，每日2場，最終場為12月31日，總計11場。與去年的「KODA KUMI LIVE TOUR 2019 re(LIVE) -Black Cherry- & -JAPONESQUE-」形式類似，但場地為久違5年的Arena級別。同時該場演唱會更成為日本在武肺疫情趨緩後，也就是2020下半年的第一場大型實體演唱會，使全國業界十分關注。另外，由於歌迷須保持社交距離，原可容納1.6萬人的場地，每場皆僅開放4000人進場。她其後亦在12月2日首次發行雙迷你專輯《angeL + monsteR［MY NAME IS...］》。倖田在2021年罕有地沒有舉行巡迴演唱會，而是舉辦24場巡迴脫口秀「KODA KUMI 20th ANNIVERSARY ～Special Talk Show ～」，並遵循嚴密的防疫措施。期間她亦在7月至12月以數位形式發行〈We'll Be OK〉、〈to be free〉與〈致100個孤獨人們〉等多數單曲，並在11月13日發行20週年紀念寫真BOX《XXKK》。她其後在12月3日至12月6日於Zepp Diver City(TOKYO) 和豐洲PIT舉辦3場限定演唱會「KODA KUMI 20TH→21ST ANNIVERSARY EVENT」，並在12月6日的出道日當天發行20週年全時期精選輯《BEST ～2000-2020～》，網羅20年歌手生涯多首歌曲並加上作為先行數位單曲發行的〈甜心戰士 BEST ～2000-2020～ ver.〉等代表作重唱版。

### 2022年至今：《heart》與《UNICORN》
2022年3月2日，倖田發行相隔超過兩年的第18張原創專輯《heart》，其後在3月5日至4月24日於仙台PIT首場，展開21週年全日本巡迴演唱會「KODA KUMI Love & Songs 2022」共14場。她亦在同年5月19日至6月28日舉辦共4場管樂交響樂團演唱會「billboard classics KODA KUMI Premium Symphonic Concert 2022」，以及在6月18日至7月31日舉行脫口秀「KODA KUMI ～Special Talk Show 2022 ～」，一日兩場，總計10場。倖田全年僅在8月31日發行一首數位單曲〈Wings〉，並在12月6日舉辦22週年限定演唱會「KODA KUMI 21ST→22ND ANNIVERSARY EVENT」。
2023年1月18日發行迷你專輯《WINGS》，其後在3月11日到7月30日展開一天兩場的日本巡迴演唱會「KODA KUMI LIVE TOUR 2023 ～angeL&monsteR～」。演唱會分為「angeL」場次以及「mosterR」場次，選曲範圍主要包括雙迷你專輯《angeL + monsteR［MY NAME IS...］》與原創專輯《heart》的歌曲，而《WINGS》的收錄曲亦獲加入演唱會的表演曲目。其後她亦在8月至12月以數位形式發行〈Let's fight for love!〉與〈Vroom〉等多首單曲，以及在9月17日到11月19日舉行2023年粉絲巡迴見面說彈會「KODA KUMI ～Special Talk Show 2023 ～」，一日兩場，總計16場。她在12月6日到12月7日舉辦兩場23年週年限定演唱會「KODA KUMI 22ND→23RD ANNIVERSARY EVENT」，並在12月23日演出專場耶誕演唱會「倖田來未 Holy Fallin' Night」。
2024年1月10日以音樂卡形式限定發行《Driving Hit's -TOKYO AUTO SALON 2024 Edition-》，其後分別在2月14日跟3月8日發行數位單曲〈Silence〉與〈Dangerously〉。4月17日，她發行以原創跟翻唱曲組成的第19張專輯《UNICORN》，其後在4月20日至9月16日舉辦共26場日本各縣市巡迴演唱會「KODA KUMI LIVE TOUR 2024 ～BEST SINGLE KNIGHT～」。

## 個人生活

### 感情生活
根據日刊體育的說法，倖田來未於2006年在SMAP的演唱會結識了中居正廣，後因棒球的關係牽線進而發展，兩人的交往在2007年8月被發覺，2008年5月被周刊《FRIDAY》拍攝到兩人一同去箱根進行兜風約會，2009年10月被女性雜誌《女性セブン》爆料兩人已經分手，關係人士表示，今年夏天前夕，倖田的手機號碼突然間改掉。
2011年在分手後有女性雜誌目擊到倖田與長得像中村獅童的男子交往，後被證實為現任丈夫BACK-ON成員KENJI03。與KENJI 03認識的契機於單曲《4 TIMES》，其擔任〈Poppin' love cocktail feat.TEEDA〉一曲裡的Vocal，而後兩人開始交往，將近4個月後宣布閃電結婚。KENJI 03是泰雅族的混血。

### 婚姻生活
倖田於2011年12月13日在其官網與FC（粉絲俱樂部）發表結婚的消息，被媒體稱為「閃電結婚」，其表示「在他（Kenji 03）的身邊我能活得更像自己」，對於形象為作風大膽及性感的她，是一個相當大的肯定。同月16日，宣布他已經懷孕3個月，所以必須中止明年的巡迴演唱會，並於11月舉辦生平第一次「「Birthday Anniversary Live」」。
2012年7月18日於官網及FC宣布，在7月中旬於東京都內某醫院產下了健康的男孩，並表示「希望能和孩子還有丈夫，一同學習、成長」。
2013年6月30日於「KODA KUMI LIVE TOUR 2013 ～JAPONESQUE～」最終場中與歌迷談到了當初發現自己懷孕的時候，曾經有想引退的念頭，而與丈夫家庭會議之後，丈夫表示「希望她能繼續以『倖田來未』做他想做的事情」來支持她，另外丈夫KENJI03也在場並演唱了為丈夫寫的歌曲。

## 個人特色

### 演唱會特色
倖田來未在其尚未出名時期，常於CLUB等地駐唱，而漸漸形成日後演唱會的構思以及與觀眾互動的想法。
演唱會分「專輯主題巡演」、「單曲精選巡演」、「LOVE&SONG巡迴」、「週年」演唱會四種模式和年底出道年演唱會與其他限定演唱會、企劃演唱會。12月6日為倖田來未出道日，故12月通常會有週年限定的演唱會。
其中每年的巡迴演唱會的主題將會依照專輯名稱為基礎，構思出相關性的演唱會主題。另外在當年巡迴的「終場」與隔年的巡迴演唱會的「開場」將互相有關連，並串再一起。在演唱會的中途，不僅熱烈的與觀眾互動，也會特別設置讓觀眾「上台體驗」的橋段，作為觀眾的驚喜。演唱抒情歌時，慣用僅以簡單的燈光來營造氣氛。且演唱會中表演的舞蹈，是其演唱會的看頭之一。巡迴或週年限定演唱會結尾曲.通常為第一張專輯《affection》，當中專輯曲的最後一曲〈walk〉.
倖田曾表示2011年的巡迴演唱會改為「HALL」的形式，是想要重回初衷，找回剛開巡迴那幾年，與觀眾能夠更近距離的接觸的感覺（相較於Arena、巨蛋級別的演唱會）。

avex官方在《KODA KUMI 10th Anniversary～FANTASIA～ in TOKYO DOME》影音作品發行的宣傳標語，將倖田定位為「Queen of Live」，顯示其在演唱會的實力及表現。
巡迴演唱會主題與造型&開場與結束間接關連
- KODA KUMI LIVE TOUR 2005 ～first things～：遊樂園，兔女郎

(開場:兔女郎出場/結尾:月光下.憑空消失)
- KODA KUMI LIVE TOUR 2006-2007 ～second session～：和風，日本公主

(開場:輝夜姬出場./結尾:脫衣跳入水中)
- KODA KUMI LIVE TOUR 2007 ～Black Cherry～：海盜船，人魚公主、海盜

(開場:美人魚水族箱開場./結尾:鑰匙開門)
- KODA KUMI LIVE TOUR 2008 ～Kingdom～：王國，巫女、睡美人

(開場:王國大門開啟.中邪公主./結尾:分身化為馴獸師)
- KODA KUMI LIVE TOUR 2009 ～TRICK～：馬戲團，馴獸師、舞女

(開場:馴獸師出場./結尾:雨中跳舞)
- KODA KUMI LIVE TOUR 2010 ～UNIVERSE～：宇宙航空站，太空人、空姐

(開場:水舞中跳舞./結尾:飛上花卉裡)
- KODA KUMI 10th Anniversary～FANTASIA～ in TOKYO DOME：圖書館，喜女郎、怒吼女、哀痛女、歡樂女

(開場:進入圖書館.花蝴蝶飛翔./結尾:掉落入FANTASIA書本)
- KODA KUMI LIVE TOUR 2011 ～Dejavu～：糖果工廠，糖果廠長

(開場:打開Dejavu書本./結尾:鑰匙開啟百花撩亂的門)
- KODA KUMI LIVE TOUR 2013 ～JAPONESOUE～：日本文化，京都花魁、宮女

(開場:龍飛入花魁的青樓大門./結尾:化為泡沫沉入海中)
- KODA KUMI LIVE TOUR 2014 ～Bon Voyage～：豪華客輪，客輪船長、水手、海洋公主、海盜

(開場:船長開船航海./結尾:開船轉動方向盤)
- KODA KUMI LIVE TOUR 2015 ～WALK OF MY LIFE～:時代廣場，城市貴婦

(開場:開賓士車轉動方向盤./結尾:黑影獨舞的藝術家)
- KODA KUMI 15th Anniversary LIVE ~The Artist~:藝術館，歌舞女、抒情女、舞蹈女

(開場:藝術館黑影中獨唱./結尾:投幣式點唱機)
- KODA KUMI LIVE TOUR 2016 ~Best Single Collection~: 懷舊CD點唱機

(開場:復古唱盤點唱機./ 結尾:身著背後有三角型圖騰的衣服按60單，錄音室錄製樂曲"Ultraviolet"
(最終場結尾有播放此"Ultraviolet"曲前奏.但後來更改不是第60單收入曲))
- KODA KUMI LIVE TOUR 2017 ~W FACE~: 雙面異世界 女戰士.爵士女伶.抒情歌女.女DJ

(開場:三角型圖騰從天而降.進入水世界，樂曲"Ultraviolet"開場./結尾:走入三角世界的紅海))
- KODA KUMI LIVE TOUR 2018 ~DNA~: 遊戲世界 動漫女戰士.傳統日本女

(開場:穿著紅衣接受改造.開門走出三角世界.飛入另一個世界/結尾:進門))
- KODA KUMI LIVE TOUR 2019～re(Live): 復刻時刻:海盜船，人魚公主、海盜、京都花魁、宮女

(～JAPONESOUE～:開場:鳳凰飛入花魁的青樓大門.結尾:脫衣跳入水中))
(～Black Cherry:開場:美人魚水族箱開場.結尾:開門進入青樓))
- KODA KUMI LIVE TOUR 2023 ~angeL&monsteR~ :天使與惡魔:甜心天使 、樹妖、魔女、舞女 、仙女

(～monsteR:開場:吃了毒蘋果落入凡間從天而降 .angeL:結尾:開門走樓梯回到天庭))
- "KODA KUMI LIVE TOUR 2024 ～BEST SINGLE KNIGHT～

"FC限定演唱會主題"
- KODA KUMI Fanclub Live Tour 〜Let's Party Vol.2〜：萬聖節，巫婆

### 作品風格

#### 音樂
倖田在籌備專輯時會先決定專輯標題並想像其演唱會的感覺，再來進行曲子的收錄。
早年主要以R&B的風格為主，曾經在2003年因〈real Emotion〉一曲而爆紅，但其後的單曲銷量並沒有跟著成長。2004年開始轉變風格，受邀演唱了電影主題曲〈Cutie Honey〉，其唱腔及音樂錄影帶的內容奠定了以「性感帥氣」、「性感可愛」的風格。
2005年〈Butterfly〉一曲，倖田將自身瘦身之成功的成果及努力變美麗的心路歷程，表達於歌詞中，且體現出當時年輕女性想要追求美麗與改變自我的風潮。其所形成的廣大潮流，並奪下了當年的【第47回日本唱片大獎】最大獎。
2006年後曲風走向多元，當時搭上了中東風的熱潮〈Candy feat.Mr. Blistah〉、〈JUICY〉等曲，以其性感兼具磁性的嗓音，將此類舞曲推向熱潮，亞洲各國也紛紛的開始接觸中東風格。另外〈戀愛花蕾〉一曲，歌詞中使用了當時流行的「關西腔」以及「顏文字」來傳達歌曲本身對於戀愛中心情的感覺，歌詞貼近人們的生活，進而受到時下年輕女性的歡迎，引領當時的潮流。
2007年後風格轉回了R&B、J-POP的形式，至今仍在卡拉OK榜上有名的經典曲目〈愛之歌〉，其歌詞中表達著對於一個「無法實現的愛情的眷戀」，其被廣為傳唱的程度，而使此曲獲得【第49回日本唱片大獎】金獎。
2008年因失言事件重新出發後發行單曲《MOON》，首次與西洋歌姬菲姬共同演唱〈That Ain't Cool〉，雖然倖田很常跟其他藝人合作，卻是第一次與西洋歌手合作，另10月發行的〈TABOO〉一曲，充滿攻擊性的舞曲、朗朗上口的流行樂風格，成為代表當年度於「紅白歌合戰」演唱的曲目。
2009年《TRICK》以馬戲團、演唱會主題並加入了不少嘻哈的元素，相對於前幾張專輯，是一張專輯風格相當統一的一張。
2010年慶祝十周年而特別將精選與專輯一起發行，《UNIVERSE》的風格混合了電子、搖滾、J-POP、嘻哈，曲風多元與標題契合。
2012年發行了《JAPONESQUE》以倖田來未所感受以及想傳達出來的日本的風格製作了該張專輯，結婚之後封面依然大膽奔放，歌曲也依然性感，序曲的和風以及間奏巧妙的調和了「百花撩亂」專輯。
2014年發行了《Bon Voyage》曲目扣除已發單曲後，其他曲目歐美化，做出與過往專輯不同的改變，是近期嘗試最多改變曲風唱法的一張。
2017年發行了《W FACE》之後，專輯內有些曲目開始採用她老公KENJI03的作曲，專輯裡的Hi-yunk其實是她老公KENJI03.像BRIDGET SONG.Stand by you.Promise you...等皆是出自於Hi-yunk的創作.

#### 歌詞
倖田與其師姐濱崎步一樣，大部分歌曲都是自己作詞，在其早年發行的《affection》裡的〈walk〉歌詞裡描寫著他早期追尋夢想與目標的辛苦歷程，再後來的演唱會上常常擺在最後一首，並修改歌詞來勉勵歌迷（把「你」改為「大家」）。
後期的〈愛之歌〉、〈moon crying〉則流露出自己的情感，倖田也常常在歌詞中表達鼓勵女性、追求自我的印象——〈Butterfly〉、〈Lady Go!〉、〈girls〉，也不避諱歌詞中有暗示同性戀的歌詞——〈But〉。

### 跨界合作
2012年6月與廠商「T-Garden」合作發售的日拋隱形眼鏡《loveil》後，又在同年12月推出了與「scentnations inc.」合作、自己監製的香水「LOVE NOTE」、「LOVE TOUCH」。
2013年5月3日發表與品牌「D.U.Pアイラッシュ」合作、倖田來未監製的假睫毛「LOVE CHERIE」，並將於5月28日開始販賣，同月9日隱形眼鏡《loveil》發表新顏色，並追加10片裝及30片裝，且隱形眼鏡銷量已達75萬箱。
2014年，與三井住友銀行推出以倖田來未的圖片為卡片主題的「KODA KUMI VISA CARD」，以及續推出新款隱形眼鏡「loveil」新色以及新款香水「NUDE NOTE」，且香水總銷量已達10萬瓶。
2016年，倖田來未監製新化妝品牌「RE:DU∀」，並將於4月上旬開始販賣眼線液以及睫毛膏。。

## 爭議

### 2008年失言事件
1月29日在她主持的電台節目上說：「算來，過了35歲的媽媽，羊水就開始壞掉了，真的，就開始變髒了，所以如果可能希望在35歲前生小孩。」更補充說：「這個是真的！我從新聞知道的！」她的發言引了日本部分女性及婦女團體群起撻伐聲浪。愛貝克思娛樂官方緊急研商對策，將官方網站以第六張原創專輯《Kingdom》為主題的佈景除下，使整個除了「DISCOGARPHY」頁面外，其他版面均只由文字組成。除此之外，官方網站不少頁面亦移去，倖田來未的簡介部分也刪去了訪問的部分。avex亦在官方網站首頁登出道歉啟示及所有宣傳活動因此停擺的告示。此外，她所代言的產品亦暫時不採用她。但縱使受到羊水事件影響，專輯靠失言之前的預購量總合仍大賣60萬張，蟬聯公信榜2週冠軍。因為此次事件之後，倖田來未的支持群開始減半，人氣開始受到下滑考驗，之後的作品銷量都無法和2005～2007年百萬佳績相併論。

## 音樂作品
| - 《affection》（2002年） - 《grow into one》（2003年） - 《feel my mind》（2004年） - 《secret》（2005年） - 《Black Cherry》（2006年） - 《Kingdom》（2008年） - 《TRICK》（2009年） | - 《UNIVERSE》（2010年） - 《Dejavu》（2011年） - 《JAPONESQUE》（2012年） - 《Bon Voyage》（2014年） - 《WALK OF MY LIFE》（2015年） - 《W FACE ～inside～》（2017年） - 《W FACE ～outside～》（2017年） | - 《AND》（2018年） - 《DNA》（2018年） - 《(CORD)》（2019年） - 《heart》（2022年） - 《UNICORN》（2024年） |

## 作品特色

### 連續式的音樂錄影帶
- 「Wish your happiness ＆ love」（收錄於《BEST～second session～》」內）
曲目：you／feel／Lies／Someday
雖然專輯內「Candy feat.Mr.Blistah」的音樂錄影帶故事內容與上述音樂錄影帶有關連，但並在未收錄為「Wish your happiness ＆ love」的一部分。
- （收錄於《4 hot wave》內）
曲目：JUICY／With your smile／I'll be there／人魚姬（人魚公主）
- （收錄於《Kingdom》內）
曲目：恋の魔法（戀愛魔法）／秘密／甘い罠（甜蜜陷阱）／あなたがしてくれたこと（你為我所作的事）
- （收錄於《喜歡，喜歡，喜歡。/唯有你》內）
曲目：好きで、好きで、好きで。（喜歡，喜歡，喜歡。）／あなただけが（唯有你）／walk ～to the future～
- （收錄於《SUMMER of LOVE》內）
曲目：EX TAPE／HURRICANE
- （收錄於《DNA》內）
曲目：WATCH OUT!! 〜DNA〜／HAIRCUT
- （收錄於《re(CORD)》內）
曲目：again(2015-on and on/2007-愛のうた/2005-you)

### 12週單曲連發
- 2005年12月7日到2006年2月22日間，原則上在每週水曜日（星期三）且連續12週發表新單曲作品，是世界唱片業中的首次企劃，另外在十二張單曲的背面和側面可以拼成一幅隱藏版寫真。

### 拼圖作品
2005-2006
2016年.第59張單曲《Shhh!》.4版本的背面可以拼成一個圖.
2017年.第60張單曲《LIT》 61張單曲《HUSH》 62張單曲《NEVER ENOUGH》，三張單曲.背面可以拼成一個圖.

### 第七張原創專輯 TRICK

#### DVD
- DVD1中的主菜單含隱藏項目，如達成要求便會出現各音樂錄影帶的製作特輯。
- DVD2中的主菜單含隱藏項目，如達成要求便會出現KODA KUMI SPECIAL LIVE "Dirty Ballroom"～One Night Show～LIVE"的製作特輯。
- 曲目「show girl」完結前會有「thank you」的獨白，但音樂錄影帶和CD中「thank you」的音調並不一樣。

#### 官方網站(使用大碟TRICK為主題的版本)
- 在官方網站首頁的左上方有兩顆骰子，如果擲出兩顆都是「一」（星）向上，就會出現隱藏的官方桌布。
- 在官網首頁中，按下倖田來未的指甲會出現隱藏的圖片。

### 第四十一張單曲 TABOO
- DVD中的PHOTO SLIDESHOW（幻燈片寫真秀）中含有隱藏項目，如達成要求便會出現隱藏幻燈片8張。

### 第四十四張單曲 3 SPLASH
- 曲目「Lick me」的音樂錄影帶與「KODA KUMI FEVER LIVE IN HALL Ⅱ」廣告、電台所播放的版本以及官方網站的版本有所不同。前者的版本在副歌之後是唱「chu chu chu」後者則是唱「DA DA DA」，是繼「show girl」後，CD音源與音樂錄影帶音源有異。

## 演出

### 個人演唱會
- secret ～FIRST CLASS LIMITED LIVE～ （倖感機密～第一次限定演唱會～）（1場）
- LIVE TOUR 2005 ～first things～ （2005 巡迴演唱會~初體驗~）（9場）
- KODA KUMI LIVE TOUR 2006-2007 ～second session～（2006-2007 巡迴演唱會~再體驗~）（45場）
- KODA KUMI PREMIUM LIMITED LIVE IN HALL IN YOKOHAMA ARENA（倖田來未一夜限定夢幻演唱會）（1場）
- KODA KUMI LIVE TOUR 2007 ～Black Cherry～（ 2007 巡迴演唱會～黑色櫻桃～ ）（17場）
- KODA KUMI LIVE TOUR 2008 ～Kingdom～（2008 巡迴演唱會~倖感王國~）（18場）
- KODA KUMI SPECIAL LIVE "Dirty Ballroom"～One Night Show～LIVE"（2008.10.23 in STADIO COAST）（1場）
- KODA KUMI FAN CLUB EVENT 2008「Let's Party Vol.1」（11場）
- KODA KUMI LIVE TOUR 2009 ～TRICK～（2009 巡迴演唱會~魔幻把戲~）（20場）
- KODA KUMI 2009 TAIWAN LIVE（倖田來未 2009 台北演唱會~）（2場）
- KODA KUMI LIVE TOUR 2010 ～UNIVERSE～（2010 十周年巡迴演唱會~無限宇宙~）（18場）
- KODA KUMI Dream Music Park in YOKOHAMA STADIUM（2場）
- KODA KUMI "ETERNITY～Love & Songs～"at Billboard Live（曠世情歌～Love ＆ Songs～"at Billboard Live）（16場）
- KODA KUMI 10th Anniversary～FANTASIA～ in TOKYO DOME （10周年紀念~FANTASIA~東京巨蛋限定演唱會）（1場）
- KODA KUMI LIVE TOUR 2011 ～Dejavu～（2011 巡迴演唱會~實境夢遊~）（59場）
- KODA KUMI Premium Night～Love & Songs～（典藏之夜～Love ＆ Songs～）（10場）
- KODA KUMI LIVE TOUR 2013 ～JAPONESOUE～（2013 巡迴演唱會~絢爛大和~）（16場）
- KODA KUMI 2013 TAIWAN LIVE（倖田來未 2013 台灣演唱會）（1場）
- KODA KUMI Fanclub Live Tour 〜Let's Party Vol.2〜（19場）
- KODA KUMI LIVE TOUR 2014 ～Bon Voyage～（2014 巡迴演唱會~倖感旅程~）（51場）
- Koda Kumi 15th Anniversary First Class 2nd LIMITED LIVE（4場）
- KODA KUMI LIVE TOUR 2015 〜WALK OF MY LIFE〜 supported by Mercedes-Benz（2015 十五周年巡迴演唱會~倖感軌跡~）（12場）
- Koda Kumi Asia Live 2015（2015 十五周年亞洲演唱會）（3場）
- Koda Kumi 15th Anniversary Premium Live（15周年豪華演唱會）（1場）
- KODA KUMI 15th Anniversary LIVE The Artist（15周年紀念~The Artist~限定演唱會）（4場）
- KODA KUMI LIVE TOUR 2016～Best Single Collection～（2016巡迴演唱會~最佳單曲精選~）（59場）
- KODA KUMI LIVE TOUR 2017～W FACE～（2017巡迴演唱會~雙面自我.缺一不可~）(60場)
- KODA KUMI Fanclub Live Tour 〜AND 〜（23場）
- KODA KUMI LIVE TOUR 2018～DNA～（2018巡迴演唱會~DNA～）〜（35場）
- KODA KUMI LIVE TOUR 2018-2019～DNA～COUNTDOWN EDITION（1場）
- KODA KUMI LIVE TOUR 2019-2020～re(Live)～（2019巡迴演唱會~re(Live)～）〜（30場）
- KODA KUMI 19TH→20TH ANNIVERSARY EVENT）〜（2場）
- KODA KUMI 20th ANNIVERSARY TOUR 2020 MY NAME IS...（11場）
- KODA KUMI 20TH→21TH ANNIVERSARY EVENT（3場）
- 「KODA KUMI 20th ANNIVERSARY ～Special Talk Show ～」(24場)
- 「KODA KUMI 21ND→22RD ANNIVERSARY EVENT」(1場)
- KODA KUMI :Love&Songs 2022(14場)
- billboard classics KODA KUMI Premium Symphonic Concert 2022(4場)
- KODA KUMI ～Special Talk Show 2022 ～(10場)
- KODA KUMI LIVE TOUR 2023 〜angeL & monsteR〜（30場）
- 「KODA KUMI ～Special Talk Show 2023 ～」(16場)
- 「KODA KUMI 22ND→23RD ANNIVERSARY EVENT」(2場)
- KODA KUMI LIVE TOUR 2024 ～BEST SINGLE KNIGHT～（26場）

### 限定演唱會
在推出年度大碟前所舉辦的限定演唱會。不會單獨推出DVD。只收錄於即將推出的大碟中。
- KODA KUMI PREMIUM LIMITED LIVE IN HALL IN YOKOHAMA ARENA（倖田來未一夜限定夢幻演唱會）（1場）

（收錄於2008《Kingdom【CD+2DVD】限量生產版》版本）
- KODA KUMI SPECIAL LIVE "Dirty Ballroom"～One Night Show～LIVE"（2008.10.23 in STADIO COAST）（1場）

（收錄於2009《TRICK》【CD+2DVD】版本）
- Dream music park（2場）

（收錄於2011《Dejavu》【CD+2DVD】版本）
- KODA KUMI Fanclub Live Tour 〜Let's Party Vol.2〜（19場）

（收錄於2014《Bon Voyage》【FC】版本）
- Koda Kumi 15th Anniversary First Class 2nd LIMITED LIVE（4場）

（收錄於2015《WALK OF MY LIFE》【FC】版本）
- a-nation island 〜Koda Kumi 15th Anniversary Premium Live 〜（1場）

（收錄於2016《WINTER of LOVE》【FC】版本）

### NHK紅白歌合戰出場紀錄
| 年度/播出回數             | 回 | 曲目                          | 出演順位 | 對戰歌手 | 備註                               |
| ------------------------- | -- | ----------------------------- | -------- | -------- | ---------------------------------- |
| 2005年（平成17年）/第56回 | 初 | 倖田來未 Special Version      | 16/29    | D-51     |                                    |
| 2006年（平成18年）/第57回 | 2  | 悲夢之歌                      | 25/27    | 五木宏   |                                    |
| 2007年（平成19年）/第58回 | 3  | 愛之歌                        | 20/27    | 德永英明 |                                    |
| 2008年（平成20年）/第59回 | 4  | TABOO                         | 17/26    | 五木宏   |                                    |
| 2009年（平成21年）/第60回 | 5  | 2009紅白 KODA SPECIAL         | 21/25    | 嵐       | 「It's all Love!」與misono一同演出 |
| 2010年（平成22年）/第61回 | 6  | KODA KUMI 2010 Special Medley | 15/22    | 五木宏   |                                    |
| 2011年（平成23年）/第62回 | 7  | 不要停止愛我                  | 15/25    | 東方神起 |                                    |
| 2012年（平成24年）/第63回 | 8  | Go to the top                 | 07/25    | 陽光直人 |                                    |

### 廣告
☆代表本人演出。
- GemCEREY（2006年「you」「JUICY」廣告曲、2007年「月と太陽」廣告曲）☆
- 健怡可口可樂（2006年）☆
- 資生堂(2006年「I'll be there」廣告曲、成宮寬貴出演）
- 東芝手機Softbank「Vodafone 705T」（2006年、「人魚姫」廣告曲）☆
- OricoCard Koda Kumi MasterCard編（2006年「JUICY」廣告曲）☆
- 森永製菓「ウィダー プロテインバー」（2006年、僅在關東地區播出）☆
- 東芝手機 「SoftBank 811T」（2006年「Cherry Girl」廣告曲）☆
- 本田技研工業 「HONDA ZEST」（2007年「FREAKY」、2008年「甘い罠」廣告曲）☆
- SANKYO 「KODA KUMI FEVER LIVE IN HALL」（2007年「girls」廣告曲）☆
- 高絲 VISSE （2007年「Puppy」「Run For Your Life」、2008年「Under」「Lady GO!」廣告曲）☆
- 東芝手機「SoftBank911T」（2007年「BUT」廣告曲）☆
- 東芝手機「SoftBank815T」（2007年「空」廣告曲）☆
- P&G「Gillette（吉列） Venus Body」除毛刀廣告（2007年「Venus」廣告曲）☆
- 麒麟麥酒 「キリンチューハイ 氷結」（2007年）☆
- SANKYO 「KODA KUMI FEVER LIVE IN HALL II」（2009年「Lick me ♥」廣告曲）☆
- SOGO ・西武「そごう・西武・ロビンソン「冬市」テレビ」（2010年「Good☆day」廣告曲）☆
- 百事可樂（2010年「Got To Be Real」廣告曲）☆
- 7 Net Shopping（2010年「Lollipop」廣告曲）☆
- Kracie「いち髪」（2010年「喜歡，喜歡，喜歡。」廣告曲）☆
- 第一興商「LIVE DAM」（2011年「POP DIVA」廣告曲）☆
- SOGO ・西武「そごう・西武冬市」（2011年「Melting」廣告曲）☆
- 7 Net Shopping（2011年「Bambi」廣告曲）☆
- Kracie「いち髪」（2011年「好想見你」廣告曲）☆
- Eyefulhome「高性能篇」（2016年「Promise you」廣告曲、松下奈緒出演）

### 電影
- 甜心戰士（2004年、華納兄弟） - ディーバ（カメオ出演）「The theme of Sister Jill」的歌唱
- 西遊記電影版（2007年、東寶） - 偽三蔵法師

### 音樂微電影
- 《ピンク スパイダー inspired by バッファロー5人娘》（2013年、UULA、導演：蜷川實花） - 主演

### 遊戲
- 最终幻想X-2（2003年、史克威爾艾尼克斯） - 憐（Lenne）（聲優）

### 電視
- 《情熱大陸》（2005年11月6日，TBS電視台）
- 《ブスの瞳に恋してる》 11集（特別出演）（2006年6月20日，富士電視台）
- 《関口宏の東京フレンドパークII》（與其妹misono為來賓、而且是第一次共同參與綜藝節目、2009年5月14日）
- 《原來是美男》第一集，飾演本人（2011年7月15日，TBS電視台）
- 《Picaru的定理》與渡邊直美共演《白鳥美麗物語》（2013年5月8日，富士電視台）

### 廣播
- 「OH! MY RADIO」J-WAVE 日本時間：（2008年10月8日 - 2009年9月、2009年4月以後為隔週播出）0時30分 - 2時。

### 柏青哥
- パチンコ「KODA KUMI FEVER LIVE IN HALL」（2007年6月）
- パチスロ「KODA KUMI PACHISLOT LIVE IN HALL」（2007年7月）
- パチンコ「KODA KUMI FEVER LIVE IN HALL II」（2009年7月）
- パチンコ「FEVER KODA KUMI III 〜Love Romance〜」（2012年3月）
- パチンコ「FEVER KODA KUMI LEGEND LIVE〜」（2014年10月）

## 獲獎記錄

### 音樂獎
2004年
- 第37回【日本有線大獎】 新人賞受賞（受賞曲「LOVE & HONEY」）

2005年
- 第47回【日本唱片大獎】最大賞受賞（受賞曲「Butterfly」）

2006年
- 第5回【MTV日本音樂錄影帶大獎】最優秀女性藝人影片賞受賞（受賞曲「Butterfly」）
- 第5回【MTV日本音樂錄影帶大獎】最優秀影片賞受賞（受賞曲「Butterfly」）
- SPACE SHOWER Music Video Awards 06 BEST COLLABORATION VIDEO受賞（受賞曲「D.D.D. feat. SOULHEAD」）
- 第20回【日本金唱片大獎】 邦楽部門アーティスト・オブ・ザ・イヤー受賞
- 【BEST HIT歌謠祭】2006 ポップスグランプリ
- 第39回【日本有線大獎】受賞（受賞曲「夢のうた（悲夢之歌）」）
- 第48回【日本唱片大獎】最優秀歌唱賞受賞

2007年
- 第6回【MTV日本音樂錄影帶大獎】最優秀女性藝人Video賞受賞（受賞曲「夢のうた（悲夢之歌）」）
- 第6回【MTV日本音樂錄影帶大獎】最優秀Video賞受賞（受賞曲「夢のうた（悲夢之歌）」）
- 第21回【日本金唱片大獎】 邦楽部門アーティスト・オブ・ザ・イヤー受賞
- 【BEST HIT歌謠祭】2007 ポップスグランプリ
- 第49回【日本唱片大獎】 金賞受賞（受賞曲「愛のうた（愛之歌）」）

2008年
- 第7回【MTV日本音樂錄影帶大獎】最優秀合作Video賞受賞（受賞曲「LAST ANGEL feat.東方神起」）
- 第41回【日本有線大獎】 有線音樂優秀賞受賞 （受賞曲「Moon Crying」）
- 第50回【日本唱片大獎】 優秀作品賞受賞（受賞曲「Moon Crying」）

2009年
- 第42回【日本有線大獎】 有線音樂優秀賞受賞 （受賞曲「Lick me ♥」）
- 第51回【日本唱片大獎】 優秀作品賞受賞（受賞曲「Lick me ♥」）

2010年
- 【BEST HIT歌謠祭】2010 Gold Artist獎

2011年
- 【MAMA（Mnet Asian Music Awards）】2011 最佳亞洲藝人獎

### 其他得獎紀錄
2006年
- 日本最佳牛仔褲2006
- 美甲天后2006「藝人部門賞」
- 2006年DIMEトレンド大賞「話題人物賞」
- 2006ユーキャン新語・流行語大賞TOP10（エロかっこいい（エロかわいい））

2007年
- 日本ジュエリーベストドレッサー賞2007「20代部門賞」
- 日本最佳牛仔褲2007
- 美甲天后2007「藝人部門賞」

2008年
- 日本最佳牛仔褲2008
- 美甲天后2008「藝人部門賞」
  - （進入殿堂，得到免比賽的榮耀）

2009年
- 日本最佳牛仔褲2009[60]

2010年
- 日本最佳牛仔褲2010
  - （進入殿堂，得到免比賽的榮耀，也是史上男女同時進入殿堂的記錄（男為龜梨和也））

2013年
- 「Short Shorts Film Festival & Asia 2013」的音樂短片部門「優秀獎」（受獎電影《ピンク スパイダー inspired by バッファロー5人娘》，主演）

### 個人音樂紀錄
- Oricon Chart 音樂DVD 周榜第1名（secret 〜FIRST LIMITED LIVE〜）連續蟬聯7週第1名
- Oricon Chart 女性歌手史上首次不同3曲皆打入排行榜TOP10（Shake It Up， Lies， you）
- Oricon Chart 女性歌手單曲排行榜TOP10最多獲得數第2名
- Oricon Chart 冠軍單曲9作/冠軍專輯11作/冠軍DVD11作
- Oricon Chart 2005年CD+DVD總銷售額最佳歌手 第3名 （日本女歌手第1名）
- 2005年金唱片CD+DVD總銷售張數數量最佳歌手 第1名
- Oricon Chart 2006年CD+DVD總銷售額最佳歌手 第1名
- 2006年金唱片CD+DVD總銷售張數數量最佳歌手 第1名
- Oricon Chart 2007年CD+DVD總銷售額最佳歌手 第1名
- Oricon Chart 2005-2007連續3年連續3張百萬專輯連續3年女歌手總銷售 第1名
- Oricon Chart 2010年DVD連續冠軍年數單獨歌手 第1名
- Oricon Chart 2011年DVD連續7年擁有冠軍單獨歌手 第1名
- Oricon Chart 2012年CD+DVD連續8年個人歌手專輯冠軍 第3名
- Oricon Chart 2012年DVD連續8年擁有冠軍單獨歌手 第1名（日本歌手1位達成三連冠）
- Oricon Chart 2013年DVD連續9年擁有冠軍單獨歌手 第1名
- Oricon Chart 2017年同時發行兩張原創專輯獲得冠亞軍之女歌手第2人
- Oricon Chart 2019年音樂DVD累計共11作冠軍之女歌手第1人
- 日本音樂合法數位音樂下載認證(全曲+片段+ PC)銷售量最高的女歌手:2380萬(截止2013/12/31)
- 日本21世紀2000年後出道累計銷售量最高的個人歌手

### 個人作品特色紀錄
- 世界初單曲12連發（連續12周發行單曲，2005.12.7－2006.2.22）
- 世界史上發片速度最快的女歌手（連續12周發行單曲，2005.12.7－2006.2.22）
- 世界初4A單曲附全4PV《4 hot wave》（2006.7.26）
- 世界史上初專輯附全16首PV《Kingdom》（2008.1.30）
- 世界史上初親兄弟&親姐妹组合首周公信榜奪冠!《It's all love!》（2009.3.31）
- 世界史上初次360度音樂視頻『Dance In The Rain』（2014.9.18）
- 日本史上初現場直播3D演唱會「Dream music park」（2010.7.3）
- 日本音樂史上和他人合作次數最多的女歌手
- 日本音樂MVPV數量最多的女歌手

## 脚注

## 外部連結
- 倖田來未 OFFICIAL WEBSITE - rhythm zone （页面存档备份，存于）
- 倖田來未 オフィシャルファンクラブ （页面存档备份，存于）
- 倖田來未的X（前Twitter）
- 倖田來未的Instagram帳戶
- 倖田來未(Koda Kumi)的Facebook專頁
- 倖田來未的TikTok
- YouTube上的倖田來未頻道